# Ærøskøbing
Ærøskøbing – miasto położone na duńskiej wyspie Ærø. Siedziba gminy Ærø.
Najstarsze znane przywileje miasta pochodzą z czasów króla Jana II. Ærøskøbing prawa handlowe otrzymał w 1522 roku. 
W centrum miasta zachowane są budynki z XVIII w.